# Laurent Cuniot

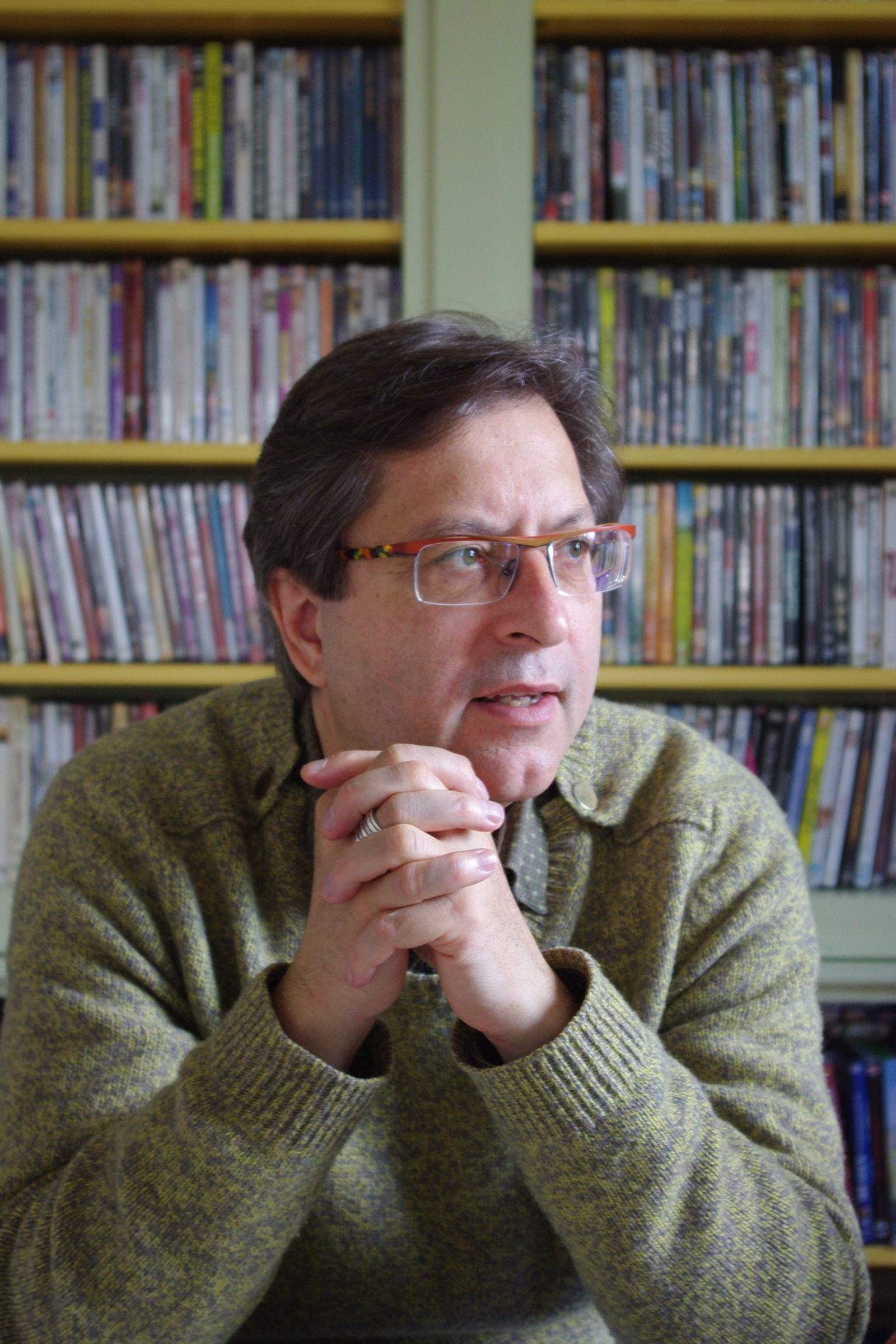
Laurent Cuniot

Laurent Cuniot (* 1957 in Reims) ist ein französischer Komponist, Dirigent und Musikpädagoge.
Laurent Cuniot besuchte zuerst das Konservatorium seiner Heimatstadt und studierte danach am Pariser Konservatorium Violine und Kammermusik, außerdem Komposition und Klangforschung bei Pierre Schaeffer und Guy Reibel. Darüber hinaus nahm er an der Meisterklasse für Orchesterleitung von Youri Simonov in Miskolc teil. Ab 1978 unterrichtete er Komposition und neue Technologie am Pariser Konservatorium, von 1991 bis 2001 hatte er eine Professur inne.
Seit 1985 ist Cuniot musikalischer Leiter des Ensembles TM+, mit dem er Werke von Klassikern des 20. Jahrhunderts und zeitgenössischen Komponisten wie Bernard Cavanna, Arnold Schönberg, Pierre Boulez, Jonathan Harvey, Alban Berg, Bruno Mantovani und Marc-André Dalbavie aufführte. Außerdem arbeitete er als Dirigent u. a. mit dem Orchestre National de Lille, dem Radio Belgrade National Orchestra, dem Durban’s Philharmonic Orchestra, dem Orchestre Philharmonique de Radio France, dem Ensemble Orchestral Contemporain, den Ensembles Court-Circuit und Alter-Ego und dem Ensemble Recherche zusammen. Zwischen 1987 und 1992 produzierte er für Radio France die Sendereihe concerts-lectures, in der er musikalische Werke vom Mittelalter bis zur Gegenwart aufführte und analysierte.
Cuniot erhielt 2009 den Prix Tornov-Loeffler der Académie des Beaux-Arts.

## Werke
- Metamorphosalides, Oper für Kinder und vier Instrumente, 1980
- L’Exil au miroir nach einem Text von Jocelyne Beguery für sechs Männerstimmen und Tonband, 1986
- Les Arches Liminaires für elf Instrumente, 1986,
- Cinq Pièces pour Hamlet nach einem Text von Michel Vittoz für sieben Sänger, sieben Instrumente und Tonband, 1987
- La Lice des nuits für großes Orchester, 1989
- Lascaux nach einem Text von Jocelyne Beguery für sechs Frauenstimmen und sechs Instrumente, 1991
- Passages für Violine solo, 1995
- Verrà la Morte für Klarinette und Orchester, 1997
- Solaires für Flöte, Klarinette, Horn, Perkussion, Klavier, Violine, Cello und elektroakustisches Diapositiv, 1998
- Les mains invisibles, fünf Stücke für Klarinette, Horn und Vibraphon, 2000
- Ihm, eine Hymne nach Else Lasker-Schüler für sechs Solostimmen und sieben Instrumente, 2001
- Solaires für Flöte, Klarinette, Horn, Vibraphon, Klavier, Violine und Cello, 2001
- Spring and all nach Texten von William Carlos William für Mezzosopran, zwei Flöten, zwei Klarinetten, Horn, Klavier, zwei Violinen, Viola und Cello, 2003
- Ombrae für Solooboe, zwei Flöten, zwei Hörner, Harfe, zwei Perkussionisten und zwei Celli, 2006